# Заклепкове з'єднання

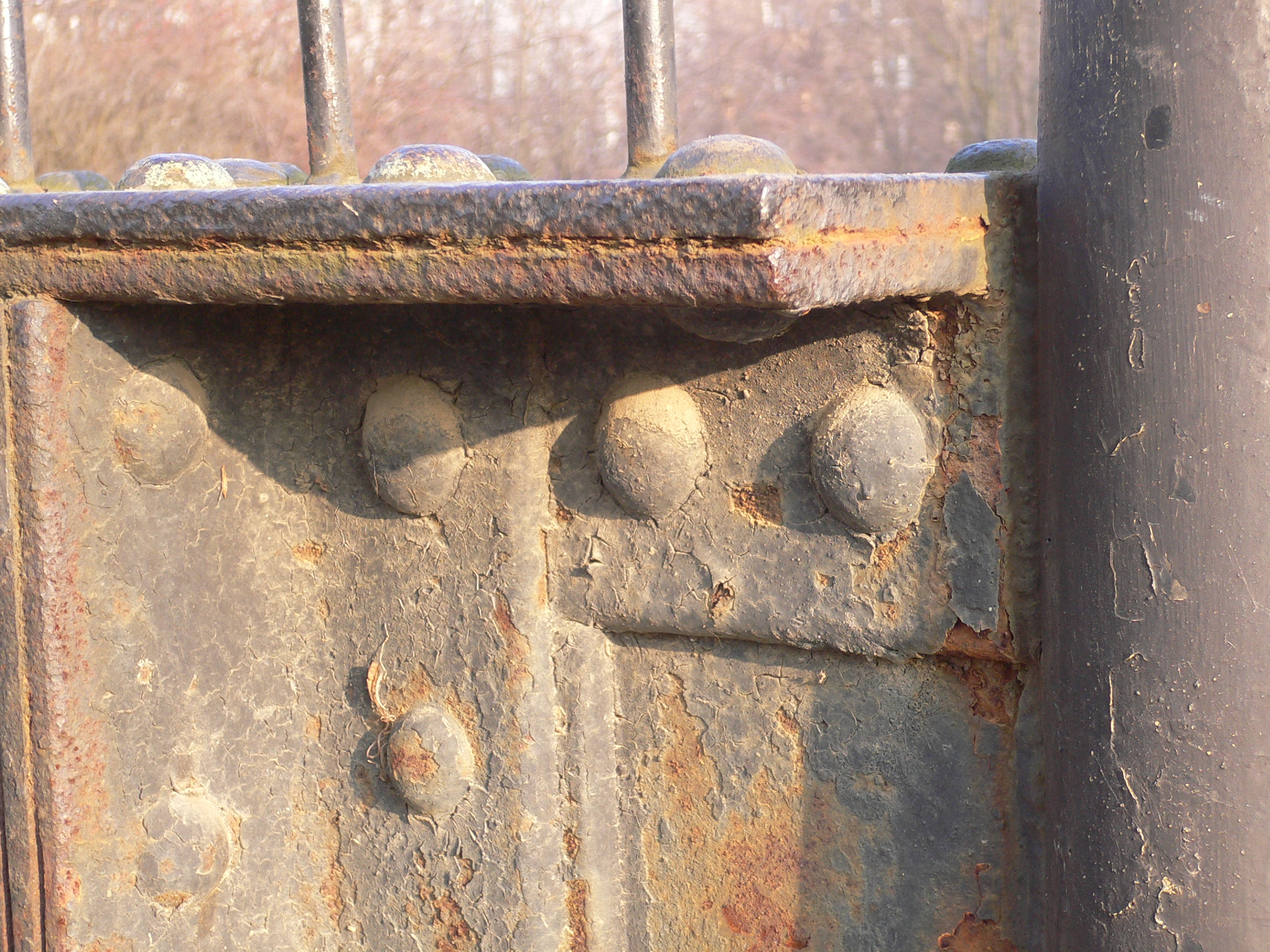
Заклепкове з'єднання металоконструкцій

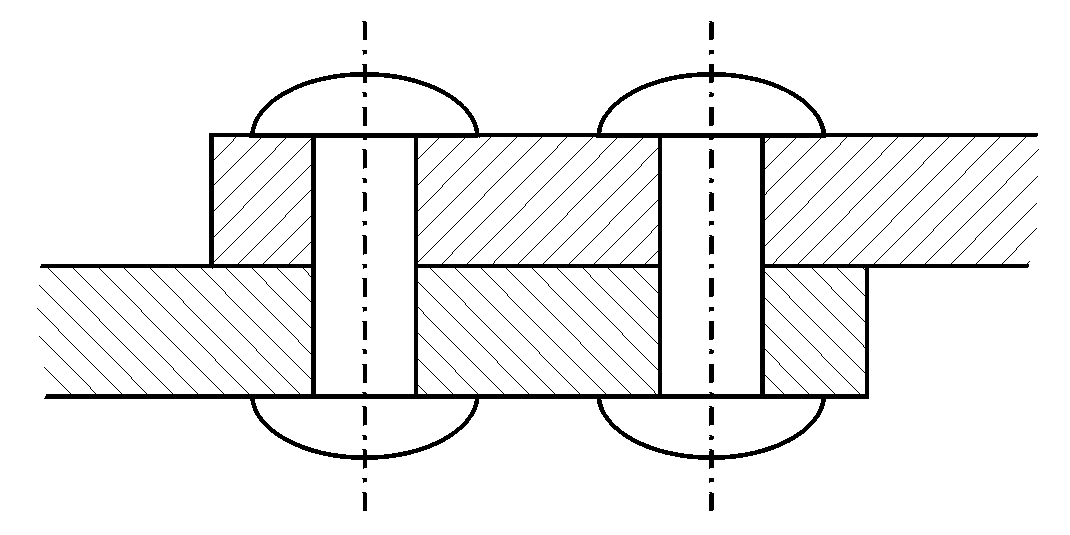
Заклепкове з'єднання внапуск

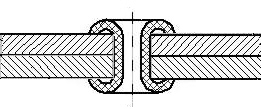
Заклепкове з'єднання трубчастою заклепкою

Закле́пкове з'є́днання, клепа́ння — нероз'ємне з'єднання деталей за допомогою заклепок.
Первісно встановлення заклепок робили вручну, вставляючи залізний стрижень в отвори і розвальцовуючи його молотком за допомогою обтискача-заклепувальника.

## Класифікація
За призначенням заклепкові з'єднання поділяють на:
- міцні, що забезпечують необхідну міцність з'єднання (вузли машин, конструкції споруд);
- щільні (герметичні), що забезпечують задану герметичність з'єднання (резервуари з невеликим внутрішнім тиском);
- міцнощільні, коли вимоги ставляться і до міцності з'єднання і до його герметичності (парові котли та резервуари під високим тиском).

За взаємним розташуванням з'єднуваних деталей розрізняють шви внапуск і встик. Останні виконують за допомогою однієї чи двох накладок.
За конструкцією заклепкові з'єднання поділяються на однорядні та багаторядні з розміщенням заклепок рядами чи у шаховому порядку. У залежності від числа зрізів шви називають одно- двозрізними чи багатозрізними. За типом заклепки: з суцільною та трубчастою заклепкою.

## Переваги заклепкових з'єднань

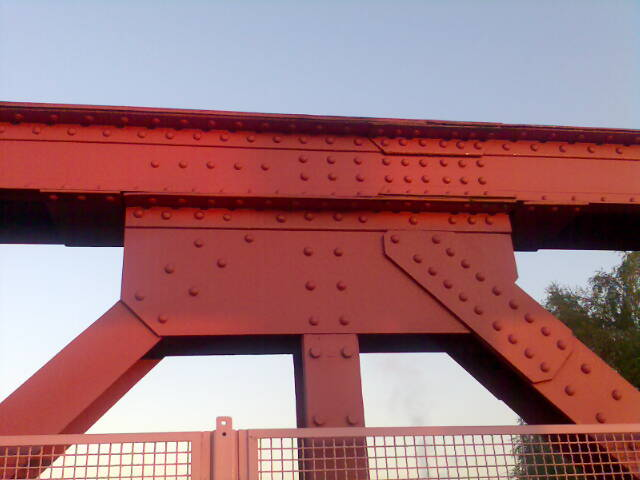
Клепана ферма мосту

Заклепкові з'єднання проявляють свої переваги в наступних умовах:
- при наявності суттєвих вібраційних навантажень у відповідальних конструкцій (мосто-, судно- та авіабудування);
- у з'єднаннях, нагрівання яких при зварюванні недопустиме через небезпеку відпуску термооброблених деталей чи температурних їх деформацій;
- для з'єднання деталей, що не підлягають зварюванню (наприклад, кріплення фрикційних накладок в гальмах та фрикційних муфтах, при виготовленні одягу та взуття);
- при гарячому клепанні розпечена заклепка при остиганні трохи скорочується і сильно стягує заготовки, що дозволяє, наприклад, виготовляти герметичні парові котли, корпуси суден тощо.

## Недоліки заклепкових з'єднань
- Трудомісткість процесу. Процес створення з'єднання вимагає свердління отворів, встановлення заклепок, клепки, котрі мало піддаються автоматизації.
- Підвищена матеріаломіскість з'єднання. З'єднання ослабляє основну деталь, тому її слід робити товстішою. Навантаження припадає на заклепки, тому їх сумарний переріз повинен відповідати навантаженню.
- Не завжди достатня герметичність з'єднання, що вимагає додаткових затрат на герметизацію конструкцій, що є важливим для літакобудування та ракетної техніки (при складанні баків-кесонів та пасажирських відсіків).
- Технологія монтажу супроводжується шумом і вібрацією.

## Виготовлення заклепкових з'єднань
Довжина l заклепки перед монтажем визначається з умови:
{\displaystyle l=\Sigma \delta +(1,5...1,7)d,}
де {\displaystyle l=\Sigma \delta } — сумарна товщина з'єднуваних деталей;
d — діаметр стрижня заклепки.
Для полегшення встановлення заклепки діаметр отворів у з'єднуваних деталях виконують більшим на 0,5…1 мм за діаметр стрижня заклепки перед монтажем. Отвори під заклепки виконують в металевих деталях товщиною до 25 мм методом обробки тиском, у решті випадків — свердлять. Клепання сталевими заклепками діаметром до 10 мм, а також заклепками з латуні, міді і легких сплавів усіх діаметрів виконуються холодним способом, а іншими заклепками — гарячим способом. Для фіксації склепуваних деталей використовують центрувальні штифти або спеціальні установчі пристрої.
При гарячому клепанні кінець заклепки нагрівають до пластичного стану (температура 1000…1100°С) у вугільних, газових чи електропечах. Далі заклепку вводять в отвори деталей, що підлягають з'єднанню, після чого, підтримуючи голівку, осаджують протилежний кінець заклепки інструментом ударної або пресової дії і формують замикаючу головку. При вистиганні заклепка скорочується, стискаючи скріплювані деталі.